# Исчерченный лорикет
Исчерченный лорикет (лат. Psitteuteles versicolor) — птица отряда попугаеобразных.

## Внешний вид
Длина попугая с хвостом 26—27 см; вес 60 г. Окраска оперения зелёная, с наствольными штрихами жёлтого цвета. Затылок серый с голубизной, темя красное. Грудь и зоб винно-красного цвета со штрихами жёлтого цвета. Клюв оранжево-жёлтый.

## Распространение
Обитают на севере Австралии.

## Образ жизни
Питаются нектаром, пыльцой, почками, плодами, семенами и насекомыми.

## Размножение
Брачный сезон длится весь год. Попугаи гнездятся в стволах деревьев. Самка откладывает 2—5 яиц, которые насиживает 22 дня.